# Sound Mirror
Sound Mirror ist ein Jazzalbum von Sun Ra and His Arkestra. Die 1978 in Italien und in den Vereinigten Staaten entstandenen Aufnahmen erschienen 1978 auf El Saturn Records. Weitere Titel, unter denen das Album erschien, sind The Sound Mirror, Jazzisticology und Live in Philadelphia ’78.

## Hintergrund
Die Vorderseite der Original-LP („The Sound Mirror“) sei ein für das Arkestra ziemlich typischer „Weltraumgesang“ des kompletten Ensembles aus einer Live-Show in Philadelphia von 1978, mit viel Perkussion und Sun Ras Gesang über einer einfachen Bass/Bläser-Ostinato-Figur. Mit Sun Ra spielten Marshall Allen (Flöte), John Gilmore (Perkussion), Danny Ray Thompson (Baritonsaxophon), der heute als Jaribu Shahid bekannte Ben Henderson (Bass), Luqman Ali (Schlagzeug) und James Jacson (Ancient Egyptian Infinity Drum). Hartmut Geerken und Chris Trent gehen davon aus, dass „The Sound Mirror“ nicht unbedingt in Philadelphia aufgenommen wurde, sondern möglicherweise in den Variety Recording Studios in New York. Es handele sich bei dem Stück um ein Cosmo Dramas. Wie bei anderen Cosmo Dramas habe Sun Ra auch in „The Sound Mirror“ musikalisches Material aus seiner Komposition „The Mayan Temple“ als Basis genutzt.
Die Rückseite enthält weitere Aufnahmen vom Italien-Aufenthalt des Sun Ra Quartetts vom Januar 1978, mit John Gilmore, Michael Ray und Luqman Ali. Diese Stücke klingen improvisierter als andere aus denselben Sessions [wie Disco 3000, Media Dreams, New Steps oder Other Voices, Other Blues], wobei jeder Spieler auf „Jazzistocology“ im Grunde genommen ein Solo über Luqman Alis Schlagzeug spielt, schrieb Sean Westergaard. „Of Other Tomorrows Never Known“ ist größtenteils ein Synthesizer-Solo Ras, bis John Gilmore sich ihm für den letzten Teil des Stücks anschließt (Michael Ray und Luqman Ali setzen in diesem Teil aus), der überraschend schnell ausgeblendet wird.
Das Album erschien seit 1978 in wenigstens vier verschiedenen Ausgaben; eine hatte eine LP-Hülle aus weißem Karton, auf dessen Vorderseite grün bedrucktes Papier aufgeklebt war. Aus der Rückseite der LP-Hülle befanden sich von Hand angebrachte fotokopierte Etiketten mit den Angaben der Stücke.
Das gesamte Album wurde nie wiederveröffentlicht; das Stück The Sound Mirror (live 1977) mit dem Arkestra ist nicht die Version, die 1978 als Titeltrack auf der Saturn-LP (#19782) erschien. Diese kürzere Version (9:02), von der angenommen wird, dass sie Ende 1977 oder Anfang 1978 datiert, zeichnet sich durch ein strafferes Arrangement und größere Klangklarheit aus. Sie wurde erstmals in der digital remasterten Neuausgabe der LP Taking a Chance on Chances veröffentlicht und wurde außerdem als Bonustrack in die digitale Neuedition des Albums Omniverse aufgenommen.

## Titelliste
- Sun Ra and His Arkestra: Sound Mirror (El Saturn Records 19782)[5]

A The Sound Mirror 14:08

B1 Jazzisticology 4:05

B2 Of Other Tomorrows Never Known 6:58
Die Kompositionen stammen von Sun Ra.

## Rezeption
Sean Westergaard verlieh dem Album in Allmusic lediglich zweieinhalb Sterne und schrieb, dieses Album sei eine ziemlich kurze und im Allgemeinen recht unauffällige Saturn-Veröffentlichung, die wahrscheinlich am besten ernsthaften Sun-Ra-Sammlern vorbehalten sein sollte.